# Liew Foh Sin
Liew Foh Sin (ur. w 1898, zm. ?) – malajski strzelec, olimpijczyk. 
Brał udział w Letnich Igrzyskach Olimpijskich 1956 (Melbourne). Startował w jednej konkurencji, w której zajął 29. miejsce.

## Wyniki olimpijskie
| Igrzyska | Konkurencja | Wynik       | Miejsce | Źródło |
| -------- | ----------- | ----------- | ------- | ------ |
| IO 1956  | Trap        | 140 punktów | 29.     | [ 1 ]  |